# 172 Baucis
172 Baucis este un asteroid din centura principală, descoperit pe 5 februarie 1877, de Alphonse Borrelly.